# Miguel Veloso
Miguel Luís Pinto Veloso (* 11. Mai 1986 in Coimbra) ist ein ehemaliger portugiesischer Fußballspieler.

## Spielerkarriere

### Verein

#### Beginn der Karriere in Portugal
Miguel Veloso begann seine Karriere, wie sein Vater, bei Benfica Lissabon. Nachdem die Verantwortlichen bei Benfica in ihm nicht das Potenzial für einen Fußballprofi gesehen hatten, wechselte er über eine kurze Station bei CAC Pontinha zum Stadtkonkurrenten Sporting Lissabon. Nach vier Jahren in den Jugendteams lieh man ihn in der Saison 2005/06 an CD Olivais e Moscavide in die dritte Liga aus. Nach einer guten Saison dort, welche für den Verein mit dem Aufstieg in die Segunda Liga endete, wurde er in die erste Mannschaft von Sporting Lissabon aufgenommen.
Bei der ersten Mannschaft spielte er sich sehr schnell in die Startformation und absolvierte bereits in seinem ersten Jahr 22 Ligaspiele für die Portugiesen. In der Liga beendete Sporting die Saison 2006/07 auf dem 2. Tabellenplatz und konnte zusätzlich im Finale gegen Belenenses Lissabon den portugiesischen Pokal gewinnen. Auch in der folgenden Spielzeit konnten Sporting und Veloso den Pokal und zusätzlich auch den portugiesischen Superpokal gewinnen. In 4 Jahren bei der 1. Mannschaft stand Veloso insgesamt bei 158 Pflichtspielen auf dem Spielfeld und erzielte dabei 13 Tore.

#### Über Genua in die Ukraine
Nach 10 Jahren bei Sporting Lissabon wechselte er im Juli 2010 nach Italien zum CFC Genua, im Gegenzug wechselte Alberto Zapater zu Sporting Lissabon.
Nach seinen starken Auftritten bei der Europameisterschaft unterschrieb Veloso Anfang Juli 2012 einen Vierjahresvertrag bei Dynamo Kiew.

#### Rückkehr nach Italien
Zur Saison 2016/17 wechselte er zurück zum CFC Genua.
Im Sommer 2023 wechselte er zum Pisa Sporting Club in die Serie B.

### Nationalmannschaft
Veloso wurde erstmals im August 2007 für die portugiesische Nationalmannschaft nominiert. Er debütierte am 13. Oktober 2007 im Spiel gegen Aserbaidschan und stand im portugiesischen Kader der EM 2008 und 2012 sowie der WM 2010 und 2014.

### Erfolge und Auszeichnungen

#### Verein und Nationalmannschaft
- U17-Europameister: 2003 (Portugal U17)
- Aufstieg in die Segunda Liga: 2005/06 (CD Olivais e Moscavide)
- Portugiesischer Pokalsieger (2): 2006/07 und 2007/08 (Sporting Lissabon)
- Portugiesischer Superpokalsieger (2): 2007 und 2008 (Sporting Lissabon)
- Ukrainischer Meister (2): 2014/15 und 2015/16 (Dynamo Kiew)
- Ukrainischer Pokalsieger (2): 2013/14 und 2014/15 (Dynamo Kiew)

#### Individuelle Auszeichnungen
- Spieler des Turniers der U17-Europameisterschaft: 2003

## Familie
Sein Vater António Veloso war ebenfalls Fußballprofi, er spielte bei Benfica Lissabon und für die portugiesische Fußballnationalmannschaft.